# 安武氏
安武氏（やすたけし）は、菅原氏から派生した筑後国（福岡県南部）の氏族。戦国時代の筑後において、海津城に拠った安武氏の名が史料に散見される。柳川藩に仕えた安武家に伝わる系図によれば、菅原氏流高辻家から分かれたとされている。

## 概要
『海津城主由来』によると、「河内国大掛郡」を知行していた茨阿波守菅原朝臣鑑政が、永正5年（1508年）に25歳にて筑後国安武の海津城に入部し安武を号したとされ、安武鑑政の代より歴史に名をあらわしている。鑑政と鑑教は同一人物と考えられ、安武氏の始祖とされる。
安武氏は大友の配下で、筑後国三潴郡のうち二百町を領していた。鑑政から鎮政、政勝と続き、永禄7年（1564年）、大友義鎮が下田城を攻めた際、犬塚、西牟田、蒲池等とともに安武氏も参陣している。
しかし、天正4年（1576年）、城主安武式部少輔鎮教の時、横岳頼次を将とする肥前の龍造寺氏勢により攻められ海津城は落城した。安武政勝は八女の黒木に逃れた。

## 海津城の歴史
海津城は落城後、龍造寺氏の家臣横岳頼次が城主となった。
天正15年(1587年)、豊臣秀吉の九州平定後に立花宗茂が筑後柳川13万石を与えられて、立花家臣立花吉右衛門成家が城主となるが、10年後の慶長年間には廃城となった。海津城は、大正から昭和にかけての耕地整理により遺構は完全に失われ、田畑の中に石碑と案内板が建てられるのみとなっている。
1992年（平成4年）の発掘調査では掘立柱建物跡や堀などが見つかり、15世紀から16世紀にかけて営まれた平城跡と確認された。